# Кужель, Растислав
Растисла́в Ку́жель (словац. Rastislav Kužel; 4 апреля 1975, Шаля) — словацкий гребец-байдарочник, выступал за сборную Словакии в конце 1990-х — начале 2000-х годов. Участник летних Олимпийских игр в Сиднее, чемпион мира, двукратный чемпион Европы, победитель многих регат национального и международного значения.

## Биография
Растислав Кужель родился 4 апреля 1975 года в городе Шаля Нитранского края.
Первого серьёзного успеха на взрослом международном уровне добился в 1999 году, когда попал в основной состав словацкой национальной сборной и побывал на чемпионате Европы в хорватском Загребе, откуда привёз две награды бронзового достоинства, выигранные в зачёте четырёхместных байдарок на дистанциях 200 и 1000 метров. Год спустя выступил на европейском первенстве в польской Познани, где стал бронзовым призёром в двойках на двухстах метрах и одержал победу в четвёрках на двухстах метрах. Благодаря череде удачных выступлений удостоился права защищать честь страны на летних Олимпийских играх 2000 года в Сиднее — в одиночках на тысяче метрах сумел дойти лишь до стадии полуфиналов, где финишировал пятым.
После сиднейской Олимпиады Кужель остался в основном составе гребной команды Словакии и продолжил принимать участие в крупнейших международных регатах. Так, в 2002 году он завоевал золотые медали на чемпионате Европы в венгерском Сегеде и на чемпионате мира в испанской Севилье — обе в двухсотметровой программе байдарок-четвёрок. Вскоре по окончании этих соревнований принял решение завершить карьеру профессионального спортсмена, уступив место в сборной молодым словацким гребцам.